# Axos flabelliformis
Axos flabelliformis är en svampdjursart som beskrevs av Carter 1879. Axos flabelliformis ingår i släktet Axos och familjen Hemiasterellidae.
Artens utbredningsområde är havet kring Australien. Inga underarter finns listade i Catalogue of Life.